# Mary-Claire King
Mary-Claire King (născută la 27 februarie 1946) este o geneticiană americană, profesoară (din 1995) de genetică medicală la Departamentul de Stiințe ale Genomului și Genetică Medicală la Facultatea de Medicină a Universității Washington din Seattle. King a fost prima care a arătat că cancerul de sân poate fi moștenit din cauza unor mutații în gena pe care ea a denumit-o BRCA1. Ea s-a interesat mai ales de heterogeneitatea genetică și de trăsăturile complexe. A studiat interacția dintre genetică și influențele mediului și efectele acesteia asupra unor boli umane ca tumorile maligne de sân și ovar, surditatea ereditară, schizofrenia, SIDA, lupus eritematos diseminat și artrita reumatoidă.   
King s-a facut cunoscută și prin demonstrarea faptului ca oamenii și cimpanzeii sunt în proporție de 99% identici genetic și pentru contribuția ei la aplicarea secvențierii genomice în identificarea victimelor unor acte de răpire și înmfieri ilegale, ca, de pildă, în timpul dictaturii militare din Argentina în anii 1976-1983. 
Mary-Claire King este laureată a Premiului Lasker , membră a Academiei Naționale de Științe a Statelor Unite și  posesoare a Medaliei Naționale de Știință a Statelor Unite. În anul 2002 revista Discover a recunoscut-o pe King ca una din cele 50 cele mai însemnate femei în cercetarea științifică.

### Copilărie și tinerețe
Mary-Claire King s-a născut în 1946 la Wilmette, Illinois, lângă Chicago, ca fiică a lui Harvey King și a lui Clarice, născută Gates, la origine Cohen. Bunicul matern, Louis Cohen, comerciant din New York, era evreu Tatăl ei a lucrat ca responsabil de cadre la compania Standard Oil of Indiana. Vârstnic la nașterea fiicei sale, el a suferit de un sindrom parkinsonian, complicație tardivă a gripei spaniole pe care a contractat-o în 1918.  
La vârsta de 15 ani King a pierdut pe prietena ei cea mai bună din copilărie, care a murit de Tumoarea Wilms. Ea a început să se intereseze de științe cu speranța că va putea contribui la prevenirea și tratarea unor astfel de boli. După studii la liceul New Trier, ea a studiat matematica la Colegiul Carleton din Northfield, Minnesota și a obținut „cum laude” licența în matematică în 1966. După aceea, s-a înscris la studii de doctorat în biostatistică la Universitatea Berkeley.

### Continuarea studiilor
King a terminat în 1967 "cum laude" studii de matematică la Colegiul Carleton „Phi Beta Kappa”.
Apoi a fost admisă la un program de studii la Universitatea Berkeley, unde foarte curând, a devenit activă în politica studențească. A participat la organizarea de demostrații de protest împotriva implicării Statelor Unite în Războiul din Vietnam și a intervenției Statelor Unite în Cambodgia. Ea a fost exmatriculată din universitate la scurt timp înainte de trimiterea Gărzii Naționale contra studenților protestatari.
O vreme, King s-a consacrat mișcării de apărare a consumatorilor, condusă de Ralph Nader , cercetând folosirea de pesticide și efectele ei asupra muncitorilor din fermele din Berkeley.
Întoarsă la Berkeley,. s-a lăsat convinsă de biologul Allan Wilson să treacă de la studiile de matematică la cele de genetică. Profesorul de genetică Curt Stern, care se afla tocmai în pragul pensionării, a fost cel care a introdus-o pe King în tainele acestei științe.

### Cariera științifică și academică
În  lucrarea ei de doctorat la Berkeley, King a demonstrat prin analiza comparativă a proteinelor ca cimpanzeii și oamenii sunt identici in proprotie de 99% din punct de vedere genetic. Lucrarea lui King susținea concepția lui Allan Wilson dupa care cimpanzeii și oamenii s-au separat doar cu cinci mililoane de ani în urmă.  
King si Wilnson sugerau ca reglarea genelor a fost probabil responsabilă pentru diferențele significative  dintre cele două specii.
King și-a terminat teza in anul 1972 și în 1973 a obținut titlul de doctor in genetică la Berkeley.  
În cadrul unui schimb de experiență, King a predat apoi la Universidad de Chile din Santiago de Chile, dar a trebuit să părăsească această țară în urma loviturii de stat din 1973 care l-a răsturnat pe președintele socialist Salvador Allende.Împreună cu soțul ei, Robert Colwell, ea s-a întors la Berkeley în decembrie 1973. Ulterior ea  a aflat că mai mulți colegi și studenți chilieni au fost dați dispăruți sau uciși.  
King a făcut apoi postdoctorat în genetica și epidemiologie la Universitatea din San Francisco, California (UCSF), sub îndrumarea lui Nicholas I.Petrakis. În ianuarie 1974 a început să cerceteze problema apariției cancerului de sân în anumite familii.
În 1976 King a fost numită profesor de genetică și epidemiologie la Universitatea din Berkeley. Ea a rămas acolo până în 1995, când a devenit profesor de genetică medicală la Universitatea Washington, la  catedra sponsorizată de Societatea Americană de Cancer.

### Contribuții la știință

#### Cancerul de sân
Între anii 1974-1990 King a efectuat cercetări asidue în căutarea unui marker genetic. Idea , un fragment identificabil de material genetic, care tinde să însoțească prezența cancerului de sân în familii. Multă vreme, în acei ani, teoria predominantă se referea la originea virală a cancerului. Mulți savanți nu au dat însemnătate ideilor ei sau le-au atacat.  
Idea că incidența unor boli complexe poate fi legată de anumite tipare genetice era considerata destul de hazardată. Genetica era considerată semnificativă în boli cu legătură genetică simplă ca de exemplu Boala Huntington, Fibroza Cistică sau Anemia pernicioasă (falciformă)
Totuși, căutarea unei gene a susceptibilității pentru cancer mamar a înaintat cu pași hotărâți în laboratorul lui King și s-a accelerat la mijlocul anilor 1980. Pe baza unei serii de cazuri de cancer mamar alese la întâmplare, și a istoriei lor familiale, echipa lui King a publicat în 1988 un model epidemiologic pentru cancerul de sân, demostrând existența teoretică a unei gene majore dominante care conferă un grad înalt de vulnerabilitate unui subset de familii. Aplicînd acest model de penetranță genetică și utilizând tehnologia de genotipizare de care se dispunea în acea vreme, echipa lui King a evaluat peste 170 markeri genetici cu ajutorul unei tehnici de cartografie a genelor cunoscut ca linkage analysis.
Când in 1990 au găsit, în sfarșit, un marker genetic cu o prezență devedită din plin la subsetul de familii, King și colaboratorii au demonstrat că o singură genă de pe cromozomul 16 poate fi legată de mai multe feluri de cancer mamar si ovarian, și că există o heterogeneitate genetică in etiologia cancerului de sân. 
Un membru al echipei lui King a sugerat reorganizarea datelor după vârsta de debut al bolii, deoarece în populația studiată, familiile ale căror membre au dexvoltat cancer la o vârstă relativ tânără prezentau o dovadă mai evidentă de linkage cu acest locus. Ideea era că cazurile mai timpurii ar putea reflecta mai mult o componenta genetică, in contrast cu mutațiile sporadice care se pot întâmpla la orice vârstă și chiar cresc cu timpul. Circa 5-10% din toate cazurile de cancer de sân pot fi ereditare.     
În 1991 King a numit oficial această genă BRCA1. Descoperirea ei a deschis drumul spre identificarea structurii genei. În septembrie 1994 compania Myriad Genetics a publicat un articol despre clonarea pozițională a secvenței, după o întrecere strânsă între diferite grupuri de cercetători.În decembrie 1994 Myriad Genetics și colaboratorii ei au publicat rezultate bazate pe o a doua cohortă de familii. A fost de asemenea găsită o a doua genă - BRCA2. Aceste două gene  BRCA1 și BRCA 2 au drept misiune curățarea corpului de celule după daune produse de fumatul excesiv sau curățarea de celule îmbătrânite.  Când aceste gene nu funcționează cum trebuie, celulele patologice cresc si se divid cu rapiditate, ducand la anumite forme de cancer. Amândouă genele acționează în direcția suprimării dezvoltării de tumori canceroase, dar anumite tipuri de  mutații genetice le împiedică.   
În 1996 cu sprijinul Fundației BCRF - Breast Cancer Research Foundation - Mary-Claire King și asistenta socială Jopan Marks au început studiul numit  New York Breast Cancer Study, care a arătat definitiv că incidența cancerului de sân și de ovar este legată de mutații moștenite ale genelor BRCA1 și BRCA2. Cercetătoarele au studiat femei evreice de origine așkenază din New York, un grup cunoscut pentru a avea o incidență foarte mare de cancer mamar (până la 80% risc până la vârsta de 70 ani, comparat cu 12% în populația generală). Apoi a studiat incidența cancerului la femei arabe palestiniene.
Descoperirea „genei cancerului de sân” a revoluționat studiul multor boli și fenotipuri. Modelul și tehnica folosite de King  pentru a identifica BRCA1 s-a dovedit utilă  în studiul multor alte boli. Între anii 1998-2014 King a mai lucrat la un proiect în legătură cu mutațiie de gene legate de moștenirea cancerului de sân la femei nigeriene
Echipa lui King a hotărât să efectueze acest proiect din motivul că in Nigeria mai mulți oameni mor de „cancer de sân triplu negativ" diagnosticat într-un stadiu tardiv decât în regiuni mai favorizate din Europa și America. La finele studiului, echipa lui King încă nu stia cu siguranță care este motivul acestor incidențe înalte de cancere de sân triplu negative , deoarece persoanele diagnosticate nu prezentau mutații în gena BRCA1. Studiul sprijinea idea că secvențarea genomică ar putea fi un instrument util pentru a ajuta la detectarea timpurie a mutațiilor și în a permite persoanelor cu risc înalt de cancer de sân sa afle aceasta din timp.

#### Utilizarea genelor în medicina legală

##### Cazul copiilor dispăruți din Argentina
În 1984  King a început să aplice studiile ei de genetică în descoperirea și corijarea unor măsuri criminale luate de anumite regimuri politice în cadrul represiunii unor adversari politici. La Universitatea din Berkeley, Kingsi laboratorul ei a cooperat cu mișcarea „Abuelas de Plaza de Mayo” (Bunicile din Plaza de Mayo), organizație neguvernamentală care și-a propus să descopere copiii răpiți si înfiați ilegal de la familiile unor adversari politici asasinați, închiși sau făcuți dispăruți de regimul dictatorial din Argentina, din anii 1974-1983 în cursul așa numitului Război murdar.   
Familii de militari argentineni au adoptat copii ai victimelor fără consimțământul părinților biologici sau al rudelor în viață ale acestora. În 1977 mișcarea Las Abuelas (Bunicile) formată mai ales din bunicile acestor copii a lansat o campanie de proteste contra răpirii copiilor și pentru întoarcerea acestora la familiile lor. La fel ca și organizația Mamelor din Plaza de Mayo, Bunicile au organizat în fiecare zi de joi marșuri spre piața centrală a capitalei Buenos Aires - Plaza de Mayo, reclamând returnarea nepoților lor răpiți. Ele au strâns informații pentru identificarea acestor copii, al căror număr estimat era de peste 500. Pentru identificarea și returnarea copiilor, noul regim democratic a cerut dovezi ale înrudirii copiilor cu familiile reclamante. King a ajutat la dovedirea înrudirii cu ajutorul geneticii.
Tehnica folosită de King, care folosea ADN mitocondrial și antigeni din leucocite umane (HLA), serotipizând markeri genetici din eșantioane dentare, s-a dovedit de mare folos. Curtea Supremă a Argentinei a decis în anul 1984 ca testele efectuate de King care au identificat pozitiv legătura „de sânge” a lui Paula Lugares cu familia care o reclama, a stabilit un precedent pentru reîntregirea a zeci de familii cu copiii care le-au fost furați. 
Incepand din 1984 această tehnică a devenit o metoda majoră în identificarea genetică a persoanelor decedate ca și a celor vii. În 1993 King a folosit aceasta metodă la identificarea rămășițelor pamântești ale persoanelor masacrate în satul El Mozote din El Salvador. Era vorba de peste 750 adulți și copii care au fost masacrați și îngropați în gropi comune de către soldati salvadorieni din Batalionul Atlacatl, care fuseseră antrenați de Statele Unite.
King a colaborat cu numeroase organizații pentru drepturile omului, ca de exemplu Medici pentru Drepturile Omului și Amnesty International în indentificarea unor persoane date dispărute din țări ca Argentina, Chile, El Salvador, Haiti, Honduras, Mexic, Rwanda, Serbia și Croația, și Filipine. Laboratorul lui King a furnizat identificari de ADN pentru armata Statelor Unite, pentru Națiunile Unite, și pentru tribunalele ONU pentru crime de război.
King s-a împotrivit foarte mult dreptului la patente genetice, a căror practicare a fost respinsă în 2013 de Curtea Supremă a Statelor Unite sub motivul că «genele sunt produse naturale și nu pot fi supuse unor patente».

##### Exhumarea membrilor familiei imperiale ruse Romanov
King s-a făcut cunoscută prin lucrările ei in domeniul determinării medico-legale a identității individuale, mai ales prin utilizarea ADN-ului mitocondrial din dinți. Ea a fost invitată în 1991 pentru a participa la investigarea ADN-ului în prima analiză a rămășițelor pământesti ale membrilor familiei Romanov asasinați și îngropați la Ekaterinburg.

#### Pierderea auzului și surzenia
După 1990 King a colaborat cu oameni de știință din toată lumea pentru a identifica cauze genetice ale pierderii auzului și ale surzeniei. Ei au localizat cea dintâi surzenie ne-sindromică legată de o genă - gena DFNA1 - într-un grup de persoane înrudite din Costa Rica si au clonat cu succes gena în 1999.  
Ea continuă colaborarea cu  cercetătorii Karen Avraham de la Universitatea din Tel Aviv din Israel și cu Moien Kanaan de la Universitatea Betlehem din Autoritatea Națională Palestiniană. Surzenia ereditară este comună în rândurile unor comunități palestiniene și israeliene, ceea ce permite studiul geneticii acestei tulburari.
Etiologia genetică a surzeniei este extrem de heterogenă. având un grad foarte înalt de complexitate în rândurile populațiilor din Orientul Mijlociu, Colaborarea lui King cu cercetători israelieni și arabi palestinieni a descoperit rețeaua complexă de diverse gene și modalitătile variate de transmitere a lor pentru acest fenotip comun în mai multe comunități familiale din regiune.

#### Schizophrenia
Ulterior King a arătat un deosebit interes în studiul factorilor genetici în schizofrenie. În colaborare cu alți cercetători, între care Judith L.Rapoport, Jonathan Sebat și Deborah L.Levy, ea a descoperit dovezi care sugerează legătura dintre schizofrenie și prezența unor mutații genetice numite copy number variations - CNVs -implicate în dezvoltarea neurală.
Un procentaj din aceste variații se poate produce spontan ca rezultat al unor erori de copiere în celule.

#### Proiectul Diversității Genomului Uman
King a cooperat și cu Proiectul Diversității Genomului Uman condus de Luca Cavallu-Sforza de la Institutul Morrison al Universității Stanford. Proiectul caută să cerceteze diferențele dintre persoane pentru a înțelege mai bine evoluția umană și migrările istorice.

### Viața privată
Fratele mai tânăr al lui Mary-Claire, Paul King, este matematician și consilier de afaceri, și a îndeplinit funcția de președintele executiv  al companiei Vanalco din Vancouver, Washington. 
În 1973 King s-a căsătorit cu ecologul Robert K.Colwell. Cei doi au avut o fiică, Emily King Colwell (născută în 1975). Ea a studiat evolutia limbilor la Universitatea Brown. Au divorțat în 1983.

## Premii si onoruri
- 1992 : Premiul Susan G. Komen Brinker pentru rezultate deosebite în domeniul cancerului de sân
- 1999 :Premiul internațional Komen-Brinker pentru rezultate deosebite în știinte de bază și terapie
- 2004 : Premiul Gruber pentru genetică
- 2005 : Membră a Academiei Naționale de Științe a Statelor Unite
- 2006 : Premiul A.H.Heineken din partea Academiei regale neerlandeze de științe
- 2006 : Premiul Weizmann pentru femei în domeniul stiinței - din partea Institutului Weizmann din Rehovot,Israel
- 2010 : Premiul Pearl Meister Greengard și Medalia dublei elici a Universității Rockefeller din New York
- 2013 :  Premiul Paul-Ehrlich și Ludwig-Darmstaedter, Frankfurt am Main
- 2014 : Medalia Națională pentru Știință a Statelor Unite [27]
- 2014 : Premiul special Albert Lasker
- 2014 : Premiul pentru biologie al Insitutului Hudson Alpha de Biologie
- 2016 : Premiul TÜBA al Academiei Turce de Științe
- 2018 : Medalia Mendel a Societății de Genetică
- 2018 : Premiul Shaw (Șao) pentru științele vieții și medicină
- 2018 : Premiul Dan David din Israel, la categoria Viitor - pentru medicina personalizată
- 2018 : Premiul pledoariei al Societății Americane de Genetică Umană
- 2018 : Medalia Benjamin Franklin a Societății americane de filozofie
- 2019 : Premiul internațional Gairdner Canada pentru contribuții transformative la cercetarea cu impact asupra sănătății umane

- 2020 : Premiul Willian Allan al Societății Americane de Genetică Umană [29]

- King este doctor honoris causa a 13 universități și colegii: Harvard (2003), Yale, Columbia, Princeton, Louvain (2006), Tel Aviv, Universitatea Ben Gurion din Beer Sheva (Israel) ,Universitatea New York, colegiile Dartmouth, Carleton (1992)  Smith (1994), Bard (1995)
- Femeia anului pentru magazinul Glamour
- membră a Comitetului consultant al Institutelor Naționale pentru Sănătate din Statele Unite;
- membră a Comisiei naționale pentru cancerul de sân din panelul președintelul Statelor Unite
- Președinta Comunității americane pentru Drepturile Omului